# 波江座DZ
波江座DZ，又名BD-03 809，HD 28843、SAO 131279、HR 1441，是波江座的一颗恒星，视星等为5.81，位于銀經198.62，銀緯-32.1，其B1900.0坐标为赤經4h 27m 37.2s，赤緯-3° -32.1′ 19″。